# Radiodiffusion Française
Radiodiffusion française (RDF) era una institución pública francesa responsable del servicio público de radiodifusión.
Fue creada en 1944 como monopolio estatal, reemplazando a Radiodiffusion nationale. RDF trabajó para reconstruir su extensa red, destruida durante la guerra. Fue reemplazada en 1949 por Radiodiffusion-télévision française (RTF).
RDF gestionó cuatro emisoras de radio: Le Programme National («El programa nacional»), Le Programme Parisien («El programa parisino»), Paris-Inter y Radio-Sorbonne (esta última producida por la Universidad de la Sorbona). También manejó el canal televisivo RDF Télévision française.